# Molde FK
Molde Fotballklubb [²mɔldə] là một câu lạc bộ bóng đá đến từ Molde hiện đang chơi ở Eliteserien, giải bóng đá hàng đầu của Na Uy. Được thành lập vào ngày 19 tháng 6 năm 1911, tên gọi ban đầu của đội bóng là International. Molde vô địch giải quốc gia 3 lần (2011, 2012, 2014), bốn lần vô địch Cúp Na Uy (1994, 2005, 2013, 2014), và đã giành hạng nhì ở giải đấu này thêm chín lần nữa. Molde là một trong hai câu lạc bộ Na Uy đã tham gia UEFA Champions League.

Biểu trưng của Câu lạc bộ

Các trận đấu trên sân nhà của họ được chơi tại sân vận động Aker với sức chứa 11.800 khán giả. Sân vận động được khánh thành vào năm 1998, đây là món quà của các doanh nhân địa phương là Kjell Inge Røkke và Bjørn Rune Gjelsten. Câu lạc bộ trước đây có trụ sở tại sân Molde, nơi có kỷ lục khán giả là 14.615. Hội cổ động viên của Molde được gọi là Tornekrattet (nghĩa là "bụi gai", ám chỉ biệt danh của thành phố "Thị trấn hoa hồng") và được thành lập sau chiến thắng chung kết Cup bóng đá Na Uy năm 1994. Đại kình địch của Molde là Rosenborg.
Cho đến đầu những năm 1970, câu lạc bộ chủ yếu chơi ở các giải đấu cấp thấp hơn ở địa phương, ngoại trừ một giải đấu ở Hovedserien trong mùa giải 1957. Năm 1974, Molde trở lại hạng đấu cao nhất và đứng thứ hai trong giải đấu, và từ đó trở thành một trong những câu lạc bộ hàng đầu của Na Uy và thường ở vị trí cao nhất. Molde cũng đứng thứ hai trong giải đấu năm 1987, khi câu lạc bộ mất chức vô địch trước Moss trong trận đấu quyết định của mùa giải.
Trong những năm 1990 và đầu những năm 2000, Molde là đội bóng tốt thứ hai ở Na Uy (sau 13 lần vô địch liên tiếp Rosenborg), huy chương bạc Eliteserien năm 1995, 1998, 1999 và 2002, vô địch cúp quốc gia năm 1994 và 2005, cũng như tham gia UEFA Champions League mùa 1999 1999, khi Real Madrid, Porto và Olympiacos làm khách của Molde.
Tính đến năm 2017, câu lạc bộ có khoảng 1000 thành viên và khoảng 55 đội trong ba phòng ban. [2] Ole Gunnar Solskjær là huấn luyện viên gần đây nhất nhưng câu lạc bộ đã đồng ý cho phép ông ấy dẫn dắt Manchester United vào ngày 19 tháng 12 năm 2018; ông ấy sẽ trở lại câu lạc bộ vào tháng Năm.